# Fernando de la Campa
Fernando de la Campa y Cos (Cos, Cantabria, España, 6 de junio de 1676 - Valparaíso, México, 23 de agosto de 1742), conde de San Mateo de Valparaíso, fue un importante propietario de gran parte de lo que hoy son los estados mexicanos de Zacatecas, Jalisco, Durango y San Luis Potosí.

## Vida
Emigró muy joven a la Nueva España y se instaló en la Hacienda de Catalinas, propiedad de su hermano Antonio. A lo largo de su vida el logró acaudalar una gran fortuna en la minería, ganadería y agricultura, a la par de estos éxitos comerciales, también se distinguió en la campaña militar. 
Fue un hombre noble y caritativo que gozaba de gran prestigio entre los zacatecanos.[cita requerida] Además se distinguió como protector del Colegio de los Mil Ángeles Marianos y promotor de la educación en Zacatecas, fue también un insigne mecenas de la educación y el arte, benefactor de colegios, seminarios y conventos. Construyó veintidós capillas, varios monasterios y el santuario de Plateros.

## Campaña militar
Don Fernando no solo se reconoce como un acaudalado hacendado, sino que también se distinguió en la campaña militar por su valentía y bravura. Él y su hermano Antonio a la par de otros soldados, por su cuenta lograron aplacar a veintiún pueblos de la sierra de Tepic y establecieron una paz momentánea en el lugar. Gracias a estas acciones fue nombrado teniente para defender algunas haciendas de ataques de indígenas. Un año más tarde fue nombrado teniente general y capital de guerra de la Villa de Llerena hoy Sombrerete. En 1705, debido a los constantes ataque que sufrían sus propiedades a causa de ataque de indígenas formó un pelotón y logró sofocar una rebelión en San Luis Colotlan y Sierra de Tepeque.
En 1720 tras acabar con una rebelión en San Andrés del Teul, fundó junto con otros españoles San Ildefonso, San Fernando de Ameca y Santa Teresa. El gobierno, en agradecimiento por su contribución a la expansión del Imperio Español, le otorgó el título de Coronel de la Infantera Española. Años después también fue nombrado Caballero de la Orden de Alcántara.

## Primeras nupcias
En 1701 a la edad de 26 años contrajo matrimonio con María Rosalía Dozal, más tarde se trasladan a la ciudad de Zacatecas donde a lo largo del tiempo ocupa diversos cargos importantes entre ellos el cargo como alcalde de la ciudad. 
Dentro de este matrimonio, Fernando tuvo dos hijas María Ildefonsa y Juliana Isabel. El 16 de noviembre de 1724 a los 23 años de casados fallece su esposa doña Rosalia en la ciudad de Zacatecas, su cuerpo fue trasladado al convento de las Carmelitas Descalzas en Querétaro. A la muerte de su madre las dos hijas reclamaron su parte de la herencia junto con sus esposos.

## Segundo matrimonio
En el año 1733 contrajo nupcias nuevamente, esta vez con Isabel Rosa Ceballos, después fijaron su residencia en la Hacienda de San Mateo. El 11 de agosto de 1734, nace Ana María de la Campa y Cos, como tuvo problemas de herencia y dinero con sus anteriores hijas María Ildefonsa y Juliana Isabel, Ana María fue la sucesora del Condado de San Mateo de Valparaíso.
Años más tarde, Ana María contrajo matrimonio con Miguel Berrio Saldívar  Marqués Jaral de Berrio. Ellos se trasladaron a la Ciudad de México y construyeron un majestuoso palacio llamado popularmente "Casa de los Condes de Valparaíso" hoy Palacio de Iturbide.

## Conde de San Mateo de Valparaíso
En 1725 Don Fernando solicitó a la Corona Española el título de conde con base a sus méritos y servicios al imperio, el 14 de agosto de 1727 dicha solicitud fue aprobada por parte de Felipe V Rey de España y recibió el título de conde de San Mateo de Valparaíso.

## Obras
El conde don Fernando logró a tener 33 haciendas y 22 capillas a lo largo del norte de México de entre ellas la hacienda más importante y la favorita del conde, era la de San Mateo de Valparaíso, al sureste de Zacatecas, misma que devino su residencia habitual y de donde le vino el nombre a su título. Ahí construyó un palacio de majestuosas proporciones, del cual, al transcurso del tiempo, no quedó más que la fachada como testimonio de lo que fue aquel inmueble. En esta hacienda fue pionero en la cría de los toros de lidia de San Mateo Valparaíso que son hasta en nuestros días muy famosos.
Haciendas
- Hacienda de San Mateo: Majestuosa construcción, hacienda favorita del Conde y residencia del mismo ubicada en la comunidad de San Mateo en Valparaíso
- Hacienda de Valparaíso: Hacienda hoy convertida en palacio municipal de Valparaíso
- Hacienda de Nuestra Señora de la Soledad de Abrego
- Hacienda de San Ildefonso de los Corrales
- Hacienda del Jaral (Trasquilla de Gallinas)
- Hacienda de Sierra Hermosa
- Hacienda de Buenavista
- Hacienda del Jaral
- Hacienda del Cerro Prieto
- Hacienda de Ordeña de Matapulgas
- Hacienda del San Agustín
- Hacienda de Huazamota
- Hacienda del Astillero
- Hacienda de San Antonio de Padua
- Hacienda de San Antonio de Sauceda
- Hacienda de San Juan Capistrano
- Hacienda de Purísima de Carrilo
- Hacienda de Torresilla
- Hacienda la Obra
- Hacienda de Trujillo
- Hacienda de San Miguel

Además de estas edificaciones, también realizó: 
- Varias construcciones en la ciudad de Zacatecas
- El Santuario de Plateros
- Ayudó a construir una Bóveda en el Convento de San Francisco (Hoy Museo Rafael Coronel)
- El Templo de Santo Domingo y el Convento de Santa Rosa (Sombrerete)

## Últimos años
A partir de 1739 Don Fernando se retiró como ermitaño a una cueva donde pasó lo que le quedaba de vida. Poco antes de su muerte el Conde volvió a su Hacienda en San Mateo. Don Fernando de la Campa y Cos murió el 23 de agosto de 1742 en la Hacienda de San Mateo, Valparaíso, Zacatecas. Sus restos reposan en el templo de Santo Domingo, que construyera él mismo en Sombrerete.